# All-Star Game de la NBA 2000

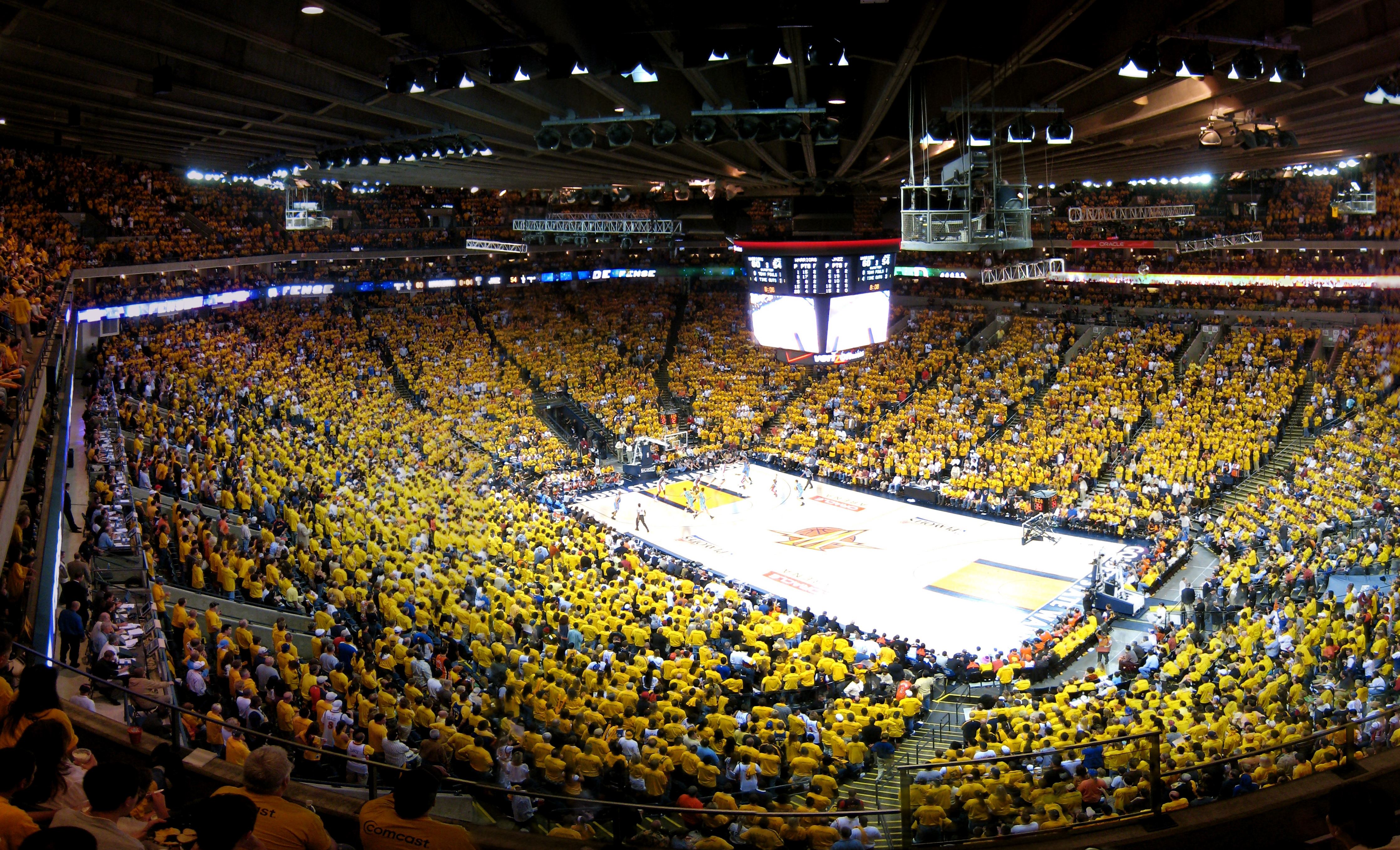
Interior del Oakland Arena, sede del All-Star de 2000.

El 49.º All-Star Game de la NBA de la historia se disputó el día 12 de febrero de 2000 en el Oakland Arena de Oakland, California, ante 18.325 espectadores. El equipo de la Conferencia Este estuvo dirigido por Jeff Van Gundy, entrenador de New York Knicks y el de la Conferencia Oeste por Phil Jackson, de Los Angeles Lakers. La victoria correspondió al equipo del Oeste por 137-126. Fueron elegidos MVP del All-Star Game de la NBA los pívots Tim Duncan y Shaquille O'Neal de los San Antonio Spurs y los Lakers respectivamente, siendo la primera vez desde el All Star de 1993 que el premio era compartido. O'Neal consiguió 22 puntos, 9 rebotes y 3 tapones, mientras que Duncan anotó 24 puntos, cogió 14 rebotes y dio 4 asistencias. La clave del partido estuvo en la regularidad del equipo del Oeste, que consiguió al menos 31 puntos en cada uno de los 4 cuartos, y en su juego de conjunto, consiguiendo dar 42 asistencias, a 3 del récord de 45 conseguidos en el All Star de 1986. Junto a los dos galardonados, también destacó por el Oeste Kevin Garnett, que también hizo méritos suficientes para haber sido premiado, ya que consiguió 24 puntos, 10 rebotes y 5 asistencias. Por el Este el más destacado fue Allen Iverson, que consiguió 26 puntos y 9 asistencias.
Se disputaron también el sábado anterior el Concurso de triples, el de mates y el Rookie Challenge. En el primero resultó ganador el base de los Jazz Jeff Hornacek, que ganó en la final a Dirk Nowitzki y a Ray Allen con tan sólo 13 puntos, la cifra más baja con la que se ha conseguido nunca este campeonato. En el concurso de mates, el ganador fue Vince Carter, de Toronto Raptors, que derrotó en una final a tres a Steve Francis y a Tracy McGrady. En el partido de los novatos por primera vez se enfrentaron los equipos de los Rookies (novatos) y los Sophomores (jugadores de segundo año), correspondiendo la victoria a los primeros por 92-83, tras una prórroga. Fue elegido MVP Elton Brand, de los Bulls.

## Estadísticas

### Conferencia Oeste
| CONFERENCIA OESTE |             |     |        |      |       |     |      |    |      |    |     |     |     |     |
| Jugador           | Equipo      | MIN | TC     | 3P   | TL    | ROf | RDef | RT | ASIS | FP | ROB | PER | TAP | PTS |
| Kevin Garnett*    | Minnesota   | 35  | 10-19  | 0-1  | 4-4   | 3   | 7    | 10 | 5    | 1  | 1   | 0   | 1   | 24  |
| Tim Duncan*       | San Antonio | 33  | 12-14  | 0-0  | 0-0   | 7   | 7    | 14 | 4    | 3  | 1   | 2   | 1   | 24  |
| Shaquille O'Neal* | LA Lakers   | 25  | 11-20  | 0-0  | 0-2   | 4   | 5    | 9  | 3    | 2  | 0   | 4   | 3   | 22  |
| Kobe Bryant*      | LA Lakers   | 28  | 7-16   | 1-4  | 0-0   | 1   | 0    | 1  | 3    | 3  | 2   | 1   | 0   | 15  |
| Jason Kidd*       | Phoenix     | 34  | 4-9    | 3-6  | 0-0   | 0   | 5    | 5  | 14   | 0  | 4   | 6   | 0   | 11  |
| Gary Payton       | Seattle     | 20  | 1-8    | 0-4  | 3-3   | 0   | 4    | 4  | 8    | 1  | 2   | 2   | 0   | 5   |
| Chris Webber      | Sacramento  | 13  | 3-10   | 0-0  | 0-0   | 3   | 5    | 8  | 3    | 2  | 1   | 2   | 0   | 6   |
| Rasheed Wallace   | Portland    | 21  | 3-6    | 0-0  | 3-4   | 2   | 2    | 4  | 0    | 0  | 1   | 0   | 1   | 9   |
| Michael Finley    | Dallas      | 10  | 5-6    | 1-2  | 0-0   | 0   | 1    | 1  | 0    | 0  | 0   | 1   | 0   | 11  |
| David Robinson    | San Antonio | 7   | 0-1    | 0-0  | 0-0   | 1   | 1    | 2  | 0    | 1  | 0   | 1   | 0   | 0   |
| John Stockton     | Utah        | 11  | 5-5    | 0-0  | 0-0   | 0   | 0    | 0  | 2    | 2  | 1   | 0   | 0   | 10  |
| Karl Malone       | Utah        | 3   | 0-1    | 0-0  | 0-0   | 0   | 0    | 0  | 0    | 0  | 0   | 0   | 0   | 0   |
| Totales           |             | 240 | 61-115 | 5-17 | 10-13 | 21  | 37   | 58 | 42   | 15 | 13  | 19  | 6   | 137 |

MIN: Minutos. TC: Tiros de campo. 3P: Tiros de 3 puntos.TL: Tiros libres. ROf: Rebotes ofensivos. RDef: Rebotes defensivos RT: Rebotes totales. ASIS: Asistencias. FP: Faltas personales. ROB: Robos de balón. PER: Pérdidas. TAP: Tapones. PTS: Puntos. * Titulares

### Conferencia Este
| CONFERENCIA ESTE |              |     |        |      |       |     |      |    |      |    |     |     |     |     |
| Jugador          | Equipo       | MIN | TC     | 3P   | TL    | ROf | RDef | RT | ASIS | FP | ROB | PER | TAP | PTS |
| Vince Carter*    | Toronto      | 28  | 6-11   | 0-2  | 0-0   | 2   | 2    | 4  | 2    | 0  | 2   | 2   | 0   | 12  |
| Grant Hill*      | Detroit      | 19  | 3-7    | 0-1  | 1-1   | 0   | 3    | 3  | 5    | 0  | 1   | 3   | 0   | 7   |
| Alonzo Mourning* | Miami        | 27  | 7-11   | 0-0  | 1-2   | 2   | 5    | 7  | 1    | 4  | 3   | 1   | 4   | 15  |
| Eddie Jones*     | Charlotte    | 21  | 4-7    | 2-3  | 0-0   | 1   | 3    | 4  | 3    | 1  | 1   | 1   | 0   | 10  |
| Allen Iverson*   | Philadelphia | 28  | 10-18  | 2-2  | 4-5   | 2   | 0    | 2  | 9    | 0  | 2   | 5   | 0   | 26  |
| Allan Houston    | New York     | 18  | 3-10   | 1-3  | 4-4   | 0   | 0    | 0  | 2    | 1  | 1   | 1   | 0   | 11  |
| Glenn Robinson   | Milwaukee    | 17  | 5-10   | 0-0  | 0-0   | 2   | 4    | 6  | 0    | 0  | 0   | 0   | 0   | 10  |
| Ray Allen        | Milwaukee    | 17  | 4-13   | 1-6  | 5-6   | 1   | 0    | 1  | 2    | 2  | 3   | 3   | 1   | 14  |
| Dikembe Mutombo  | Atlanta      | 16  | 2-4    | 0-0  | 0-0   | 2   | 6    | 8  | 0    | 0  | 0   | 2   | 0   | 4   |
| Dale Davis       | Indiana      | 14  | 2-3    | 0-0  | 0-0   | 3   | 5    | 8  | 1    | 0  | 0   | 0   | 0   | 4   |
| Jerry Stackhouse | Detroit      | 14  | 4-7    | 0-0  | 0-0   | 0   | 1    | 1  | 2    | 2  | 0   | 1   | 0   | 8   |
| Reggie Miller    | Indiana      | 21  | 1-7    | 1-6  | 2-2   | 0   | 2    | 2  | 3    | 1  | 1   | 1   | 0   | 5   |
| Totales          |              | 240 | 51-108 | 7-23 | 17-20 | 15  | 31   | 46 | 30   | 11 | 14  | 20  | 5   | 126 |

MIN: Minutos. TC: Tiros de campo. 3P: Tiros de 3 puntos.TL: Tiros libres. ROf: Rebotes ofensivos. RDef: Rebotes defensivos RT: Rebotes totales. ASIS: Asistencias. FP: Faltas personales. ROB: Robos de balón. PER: Pérdidas. TAP: Tapones. PTS: Puntos. * Titulares

## Sábado

### Concurso de Triples
- Dirk Nowitzki (Dallas Mavericks)
- Jeff Hornacek (Utah Jazz)
- Ray Allen (Milwaukee Bucks)
- Mike Bibby (Vancouver Grizzlies)
- Terry Porter (Portland Trail Blazers)
- Hubert Davis (Dallas Mavericks)
- Allen Iverson (Philadelphia 76ers)
- Bob Sura (Cleveland Cavaliers)
  - VENCEDOR: Jeff Hornacek

### Concurso de Mates
| Jugador                     | 1ª ronda | Finales |
| --------------------------- | -------- | ------- |
| Vince Carter (Toronto)      | 100      | 98      |
| Steve Francis (Houston)     | 95       | 91      |
| Tracy McGrady (Toronto)     | 99       | 77      |
| Ricky Davis (Charlotte)     | 88       |         |
| Jerry Stackhouse (Detroit)  | 83       |         |
| Larry Hughes (Golden State) | 67       |         |

### Rookie Challenge
| CONFERENCIA OESTE |               |     |       |      |     |     |      |    |      |    |     |     |     |     |
| Jugador           | Equipo        | MIN | TC    | 3P   | TL  | ROf | RDef | RT | ASIS | FP | ROB | PER | TAP | PTS |
| Andre Miller      | Cleveland     | 30  | 6-12  | 2-3  | 4-5 | 4   | 1    | 5  | 2    | 1  | 1   | 1   | 0   | 18  |
| Elton Brand       | Chicago       | 29  | 8-18  | 0-0  | 0-0 | 12  | 9    | 21 | 4    | 5  | 3   | 2   | 0   | 16  |
| Lamar Odom        | L.A. Clippers | 28  | 7-12  | 0-1  | 1-2 | 3   | 5    | 8  | 4    | 2  | 0   | 2   | 2   | 15  |
| Steve Francis     | Houston       | 26  | 6-12  | 1-2  | 0-0 | 0   | 2    | 2  | 11   | 0  | 1   | 5   | 0   | 13  |
| James Posey       | Denver        | 19  | 3-11  | 0-4  | 0-0 | 3   | 1    | 4  | 3    | 2  | 3   | 0   | 0   | 6   |
| Adrian Griffin    | Boston        | 18  | 2-5   | 1-2  | 2-2 | 0   | 2    | 2  | 1    | 0  | 0   | 0   | 0   | 7   |
| Todd MacCulloch   | Philadelphia  | 9   | 2-6   | 0-0  | 0-0 | 2   | 3    | 5  | 0    | 1  | 0   | 1   | 1   | 4   |
| Wally Szczerbiak  | Minnesota     | 7   | 6-11  | 1-3  | 0-0 | 3   | 0    | 3  | 0    | 0  | 1   | 0   | 0   | 13  |
| Totales           |               |     | 40-87 | 5-15 | 7-9 | 27  | 23   | 50 | 25   | 11 | 9   | 11  | 3   | 92  |

MIN: Minutos. TC: Tiros de campo. 3P: Tiros de 3 puntos.TL: Tiros libres. ROf: Rebotes ofensivos. RDef: Rebotes defensivos RT: Rebotes totales. ASIS: Asistencias. FP: Faltas personales. ROB: Robos de balón. PER: Pérdidas. TAP: Tapones. PTS: Puntos
| CONFERENCIA ESTE   |               |     |       |      |      |     |      |    |      |    |     |     |     |     |
| Jugador            | Equipo        | MIN | TC    | 3P   | TL   | ROf | RDef | RT | ASIS | FP | ROB | PER | TAP | PTS |
| Dirk Nowitzki      | Dallas        | 28  | 7-13  | 0-4  | 3-3  | 3   | 3    | 6  | 4    | 2  | 2   | 2   | 0   | 17  |
| Paul Pierce        | Boston        | 24  | 5-14  | 5-11 | 3-4  | 1   | 3    | 4  | 1    | 0  | 1   | 2   | 0   | 18  |
| Raef Lafrentz      | Denver        | 22  | 5-10  | 0-1  | 1-2  | 3   | 7    | 10 | 1    | 1  | 2   | 1   | 3   | 11  |
| Cuttino Mobley     | Houston       | 22  | 5-10  | 0-1  | 0-0  | 0   | 0    | 0  | 3    | 0  | 0   | 4   | 0   | 10  |
| Jason Williams     | Sacramento    | 21  | 3-10  | 3-7  | 0-0  | 2   | 1    | 3  | 5    | 0  | 1   | 2   | 0   | 9   |
| Mike Bibby         | Vancouver     | 20  | 2-4   | 0-2  | 2-2  | 0   | 1    | 1  | 6    | 2  | 2   | 1   | 0   | 6   |
| Michael Dickerson  | Vancouver     | 19  | 3-6   | 0-0  | 0-0  | 1   | 1    | 2  | 0    | 1  | 0   | 0   | 0   | 6   |
| Michael Olowokandi | L.A. Clippers | 15  | 3-5   | 0-0  | 0-3  | 4   | 4    | 8  | 0    | 4  | 0   | 0   | 1   | 6   |
| Totales            |               |     | 33-72 | 8-26 | 9-14 | 14  | 20   | 34 | 20   | 10 | 8   | 12  | 4   | 83  |

MIN: Minutos. TC: Tiros de campo. 3P: Tiros de 3 puntos.TL: Tiros libres. ROf: Rebotes ofensivos. RDef: Rebotes defensivos RT: Rebotes totales. ASIS: Asistencias. FP: Faltas personales. ROB: Robos de balón. PER: Pérdidas. TAP: Tapones. PTS: Puntos